# Antropología visual
La Antropología visual es una herramienta de la antropología social que se basa en imágenes animadas como instrumentos adecuados para la observación, descripción y análisis de la realidad humana. Es un complemento al trabajo etnográfico, distinto a otros como puede ser la descripción escrita. 

## Introducción
La antropología visual tiene tres tipos de actividad:
1. La investigación etnográfica basada en el uso de técnicas de registro audiovisuales.
2. El uso de esas técnicas como medio de escritura y publicación.
3. El estudio de la imagen en sentido amplio.

También llamada Cine etnográfico o documental etnográfico, inició su andadura justo cuando el cine hizo su aparición y se ha servido de ese medio como de otros muchos para lograr sus objetivos. Son algunos instrumentos de la antropología visual el documental etnográfico y el cine etnográfico. Se usan cámaras de cine o video para anotar los datos investigables empleando luego las imágenes captadas para informar a un público amplio o restringido de ejemplos en los que reconocer fenómenos estudiados por las ciencias sociales principalmente la antropología, la sociología y la lingüística. Cuando se inventó el cine, algunos científicos quisieron inmediatamente poner la nueva herramienta al servicio del estudio del hombre y de la observación de sus comportamientos. La antropología y el cine vieron la luz en la misma época y al principio del cine todo eran documentales.
Como teóricos se cita a Bill Nichols. Como plasmado objetivable el Festival du cinèma du Réel.
Pero los teóricos también afirman que ciertas películas comerciales podían clasificarse como cine antropológico en la medida en que pueden servir a los antropólogos a hacer antropología con ellas. Por ejemplo Rebelde sin causa de Nicholas Ray.

## Documentalesdivulgativos para el gran público
- Escuela de Grierson
- Frontier Films
- Stephen Lansing

### Direct Cinema
- Timothy Asch
- Napoleon Chagnon

### Cinéma Vérité
- Jean Rouch

### Corriente Crítica
- David Mc Dougall[2]
- Jorge Prelorán

### Cine Autorepresentativo
- Trinh T. Min-ha

## Perspectiva histórica

### Inicios del cine
Ya en los comienzos del cine el registro audiovisual fue empleado para ilustrar las notas de campo de algunos trabajos etnográficos. La imagen era empleada como prueba de aquello que se decía, una evidencia que nadie podría poner en entredicho. También surgió enseguida la intención de registrar las sociedades y sus costumbres para preservarlas. El problema de lo que se veía como una inevitable extinción generaba este arreglo, quedando así disponibles las imágenes en bibliotecas y museos. Una pasión por el inventario que afectaba tanto a los etnólogos como a las gentes del cinematógrafo. El otro se convertía en una imagen. Había en todo ello una visión evolucionista, y las sociedades que más interesaban eran aquellas que se creía carecían de historia. Por consiguiente era necesario estudiarlas antes de que el impacto europeo acabara con su prístina pureza. Todo ello producía una sensación de acabamiento, de transición y crisis, de final de una época. 
Algunos antropólogos, como Franz Boas, Margaret Mead o Gregory Bateson, empezaron a emplear la computadora antropológica para encontrar más fácilmente los fósiles y restos, tanto humanos como animales, también la cámara para el posterior análisis de las imágenes, pero no siempre eran exactos los cálculos y muchas veces estas nuevas tecnologías dañaban los fósiles y restos. Pero serían cineastas no profesionales de la Antropología quienes dieron un vuelco al empleo de la cámara para registrar la realidad: de la mano de Dziga Vertov, Félix-Louis Regnault o Robert Flaherty vino esta redefinición. A su vez las imágenes de otras culturas no sólo tenían un interés antropológico, pues desde los albores del cine se desarrolló un rentable mercado de lo exótico. Las películas contribuían a proyectar la imagen que se tenía del mundo y también una visión particular de pueblos salvajes y primitivos que vivían en las selvas y otros lugares remotos. Será ya mediado el siglo XX, y en un nivel más académico, cuando se empiece a tomar conciencia de la subjetividad de las imágenes, abandonándose la ingenuidad inicial que entendía que éstas eran un reflejo objetivo y veraz de la realidad. 

### Desde la década de 1960
Estas reflexiones alcanzarán un mayor desarrollo a partir de la década de los 60. La imagen audiovisual deja de ser entendida como una copia fidedigna de la realidad, para concebirse más bien como una reconstrucción, e incluso como una interpretación. Pero a pesar de esta evolución, en el seno de la Antropología académica se seguía manteniendo cierta desconfianza con respecto a las imágenes. Aún hoy día son empleadas en su mayoría como simple ilustración o complemento. Se cuestiona así su capacidad para desarrollar conceptos y facilitar explicaciones. Fueron gentes ajenas a la disciplina quienes tomaron conciencia del poder de la cámara como transformador de la realidad, y no como mera copia, como la contribución –ideológicamente antagónica- de S.M.Eisenstein y Leni Riefenstahl. 
Será Jean Rouch quien reivindique la imagen como elemento fundamental en una investigación antropológica, con interés específico y un lenguaje y una metodología emancipados de su mero uso ilustrativo. La dicotomía entre el cine como expresión artística y subjetiva, y el cine como instrumento de investigación, instrumento objetivo, resulta falsa. Toda investigación es fruto de una subjetividad reconocida y presuntamente controlada. Pero frente a una postura de rechazo de cualquier estudio de este cariz, hay quienes han sabido aprovechar esta subjetividad para enriquecer la investigación. Es entonces cuando la reflexión deja de centrarse sólo en el objeto estudiado, y se centra también en el sujeto que estudia. En la película etnográfica ya no interesa sólo aquello que se muestra, sino también quién y cómo lo muestra. 
En los años 80 la reflexión alcanza a la misma audiencia. El contexto en que se rueda una escena no es el mismo en el que luego son vistas las imágenes. La importancia de este hecho pone en evidencia que las imágenes no hablan por sí mismas y la necesidad de contextualizar. En el estudio antropológico el objeto de estudio es igualmente un sujeto, la pretensión de acercarse a éste de forma objetiva anula y pasa por alto tal subjetividad. En la producción audiovisual la reconstrucción de esta invisibilidad es imposible, se hace imprescindible, por tanto, la implicación del sujeto estudiado. Los planos que graba el operador son de aquello que él cree importante, que no tiene por qué coincidir con lo que los sujetos filmados creen que es importante. Se hace necesaria la participación de la comunidad de la que se habla para que su reconstrucción no sea sólo la interpretación que hace el operador y su equipo. El film etnográfico se convierte así más que en un film sobre otra sociedad en un film sobre el encuentro con ésta. 

### Cambios en la narrativa y los avances técnicos
Las primeras películas etnográficas eran filmaciones en bruto, sin apenas montaje. No había ningún cuestionamiento sobre lo que aparecía en la imagen, que era entendido directamente como la realidad. Las sociedades representadas eran concebidas sin historia y no se les daba la voz. Incluso cuando fue posible registrar su sonido se oían sus cantos, sus oraciones, los ruidos de sus actividades, pero no se les preguntaba acerca de sus puntos de vista. Como ya hemos apuntado, no procedió solamente de la Antropología un uso fructífero de la cámara para explorar y describir la diversidad cultural. Para Dziga Vertov y su Cine-Ojo (Kino-Glaz), la cámara es una extensión del propio ojo, las imágenes no son un catálogo de la realidad, sino su interpretación. Entiende que su labor consiste en organizar las imágenes del mundo, que por sí mismas no tienen sentido y hacerlas asequibles al público, de ahí la importancia que da al montaje. 
Vertov usa la cámara con un objetivo claro: ofrecer una nueva percepción del mundo. Lo criticable en su caso viene de que la persona no aparece como individuo, sino como un agente más dentro de un conjunto. Los estudiosos del cine etnográfico señalan la obra de Robert Flaherty como el primer trabajo que se acerca a una metodología antropológica. La importancia reside en que mantiene un contacto íntimo con los filmados: su acercamiento, la simpatía que muestra con estos, su empatía. Es fundamental convivir con ellos para poder decir algo de ellos y para que ellos mismos hablen. Sin embargo, Flaherty no deja de reproducir la visión de su época, sus películas están al servicio de esa imagen del buen salvaje que lucha por la supervivencia contra una naturaleza hostil, y su discurso reproduce el imaginario colonial. Se suma así al remordimiento por estar destruyendo tales culturas y al intento de embalsamarlas mediante la imagen. Vemos en su obra ese interés por rescatar lo auténtico, lo que aún es puro, ya por poco tiempo. Flaherty tampoco nos habla de un individuo sino de un arquetipo: así en Nanuk, el esquimal se nos muestra al esquimal ejemplar según el ideal que se tenía de éste. No se habla de un esquimal en concreto, ni tampoco habla con él, no le da la palabra, pues sólo le preocupa la dimensión material de la cultura. Una cultura que entiende como casi eterna, fuera de la historia, que siempre ha sido estable. El imaginario colonial cree que descubre un mundo nuevo en el que nunca antes había estado nadie, la gente que allí encuentra forma parte del decorado. De este modo las películas de Flaherty hablan en nombre de los nativos pero sin los nativos, por más que aparezcan. Años más tarde Jean Vigo apuesta también, en la línea de Vertov, por un cine social que abra los ojos del espectador. La antropología, sin embargo, no asumía estas propuestas y seguía en su empeño de catalogar y transmitir datos. 
Tras la II Guerra Mundial los avances técnicos van a permitir equipos más ligeros y mayores posibilidades a la hora de grabar en el campo. Por otra parte, la corriente neorrealista de posguerra va a enseñar, como dice Piault, una importante lección: la realidad se percibe, se siente y se comprende a través de los personajes que la viven y la inventan. Estas experiencias van a desembocar en los años 60 en el llamado cine directo. Autores como Eleanor Leacock, D. A. Pennebaker o Mayles van a buscar una mayor proximidad con los filmados. Para intentar borrar la presencia del autor se suprime el narrador, no hay voz en off. Se busca evitar todo tipo de interpretación, eliminar cualquier dirección o influencia en la acción y captar así la realidad espontáneamente. Con los avances tecnológicos de los 60 las nuevas cámaras, más ligeras y manejables, conducirán a la ilusión de captar la espontaneidad del mundo tal cual es. 
El denominado cine observacional da un paso más y recomienda no mover la cámara del sitio y mantener el plano abierto para así, con una motivación casi científica, captar toda la realidad posible. Bien es cierto que estas ideas ya habían sido defendidas y criticadas desde los primeros tiempos del cine, pero en estos años se ven actualizadas y desarrolladas. Algunos caen en el espejismo de que la cámara registra sin más lo real, como un espejo, como si hubiera una linealidad y una coherencia susceptibles de ser capturadas mecánicamente. Olvidan que el montaje es necesario para contextualizar aquello que, al ser grabado, está siendo sacado de su contexto. Y de todos modos estos intentos siguen sin garantizar la deseada objetividad. Hay que reconocer sin embargo que estas películas funcionaron como crítica a la excesiva presencia del narrador y al discurso omnisciente del experto. La propuesta del cinema vérité, con Jean Rouch a la cabeza y su Chronique d´un été – filmado en colaboración con el filósofo Edgar Morin - como manifiesto, explícita en cambio la figura del director y la presencia de la cámara. El cinema vérité rueda el encuentro entre la cámara y la realidad, graba así la nueva realidad que provoca. En la película citada una mujer pregunta con un micrófono a la gente si son felices, y la cámara registra la respuesta, la reacción de la gente. Se busca aprovechar la inevitable subjetividad de forma positiva. Cada vez se tiene más presente el contexto, el entorno de la filmación. La crítica más inmediata es que el hecho de explicitar el punto de vista del autor no resuelve el problema de la objetividad, si acaso supone una declaración de modestia. Pero lo fundamental de la lección de Rouch es que la observación del Otro sólo es posible cuando éste deja de ser un objeto para ser un sujeto que habla, desea, se expresa y participa, pues ante todo es una persona. El objetivo del documentalista es acompañar a los otros en sus vidas, compartir sus experiencias, sumarse a ellos. El Otro deja de ser una curiosidad etnográfica. El cine de Rouch es pionero en acercarse a las sociedades africanas no como grupos arcaicos perdidos en la selva, sino como grupos vivos que participan en la historia. Sus protagonistas no son meras víctimas de la situación sino que son personas activas que luchan y reaccionan ante los acontecimientos. 

### Críticas en las últimas décadas
Las críticas y las nuevas propuestas se suceden. La mera presencia del autor no garantiza nada, por eso el cine participativo de finales de los 60 busca la inclusión de los filmados en el proceso de grabación. La cuestión está ya en que no es válido un monólogo, ha de haber diálogo, pero aunque este cine muestra la relación entre observador y filmados no pone en evidencia el proceso de grabación. Por ello el cine reflexivista trata de invertir la mirada: consiste en explicar qué es lo que ha llevado a construir ese texto, desde qué punto de vista se ha hecho. Esta perspectiva plantea que las sociedades representadas no son sino construcciones de la mirada que las crea; por tanto dicen más del que mira que de lo que se ve. La autoetnografía intenta salvar este escollo dando a los mismos nativos la tecnología necesaria para que ellos mismos se expresen. El problema surge igualmente a la hora de interpretar dichas imágenes desde un contexto cultural diferente al que las alumbró. En todo caso, este cine de los 70, militante, político, exigente y reflexivo, va a promover que los antiguos observados creen sus propias películas ofreciendo así sus puntos de vista. Aquellos que anteriormente eran representados como arcaicos y pertenecientes a grupos atemporales, participan ahora de forma activa en la producción de imágenes del y sobre el mundo contemporáneo del que forman parte consciente. 
En los años 80, el deconstructivismo ataca las bases mismas de la antropología. Se cuestiona toda autoría y se reivindica que el discurso científico, presuntamente objetivo, obedece a una ideología concreta. Se critica a su vez la separación de las categorías ficción y documental y se cuestiona la exclusividad y el privilegio del discurso documental para hablar de la realidad. La ficción es entendida como un procedimiento igualmente válido y el documental meramente como un procedimiento más con su propia retórica. Estas críticas centran su interés en los presupuestos de la investigación, y algunos van a denunciar este giro que acaba dejando de lado la investigación misma. Fruto de tales reflexiones comienza a entenderse que todo lo cinematográfico es susceptible de interés antropológico. Como vemos, a lo largo del siglo XX se pasa de la visión distante y omnisciente del cineasta a una búsqueda del diálogo con los filmados y de una implicación y participación de estos en el rodaje. Para conseguirlo se suceden distintas propuestas. Se reconoce primero la subjetividad del autor para después tomar conciencia de la existencia de múltiples puntos de vista, donde el reto más difícil consiste en documentar las propias categorías nativas. Actualmente el debate objetividad-subjetividad se entiende desfasado o mal planteado, pues ambas categorías se fusionan. La antropología compartida se desarrolla a partir del encuentro de las dos partes, y no de la mejor o peor disposición de una de las dos.

## Definición
Es importante también detenerse en el debate en torno a la definición de lo que es el cine etnográfico. En primer lugar la afirmación de que cualquier producción es susceptible de aportar información a un estudio antropológico, y por tanto cualquier film puede serlo. O la que defiende que sólo lo son los filmes que cumplen con unos determinados requisitos metodológicos y buscan unos determinados objetivos concordantes con la tradición teórica de la disciplina. En el primer caso, la mirada que lo hace antropológico puede recaer sobre lo que se está comunicando: el cine como medio de comunicación. O bien sobre cómo se está comunicando: el cine como modo de representación. En el segundo caso los requisitos y los objetivos tampoco resultan fáciles de precisar. La definición de estos criterios es la que hace que el conjunto de las películas admitidas sea más o menos amplio. Parece obvio que la consideración de antropológico no puede venir por el tema que trata. Por el hecho de hablar de una sociedad de cazadores-recolectores, objeto tradicional de la disciplina, no podemos afirmar que lo sea. Para determinar si es antropológico hay que atender más al proceso que al objeto de filmación. También cabe diferenciar entre el crear con medios audiovisuales una obra que pueda ser entendida como antropológica, y el usar medios audiovisuales para hacer antropología, para elaborar un estudio etnográfico. Por un lado tenemos un documental de corte antropológico, por el otro una investigación antropológica con medios audiovisuales. Muchas son las variables que intervienen. Grau Rebollo propone renunciar a clasificaciones a priori y centrase en qué documentos son confiables y cuáles no: desplazar nuestra orientación crítica no a la detección de documentales o filmes etnográficos, sino de documentos confiables. La complejidad de la cuestión se ve agravada por el hecho de que desde la misma Antropología nunca se ha visto con mucho interés la producción audiovisual. Siempre ha habido una cierta desconfianza, y la tónica general ha consistido en utilizar los medios audiovisuales como mera ilustración colorista del discurso del autor. La relación entre el cine y la Antropología se basa, como dice Grau Rebollo, en tres principios: 

a) la dualidad ontológica entre un nosotros y un ellos, b) la posibilidad efectiva de diálogo (...) y c) la utilidad del documento generado para la comparación cultural.

Es en este tercer punto en el que la antropología suele desconfiar. Las dificultades conceptuales reseñadas se enlazan a su vez con otras categorías que tradicionalmente se han entendido como irreconciliables: teoría-ideología, ciencia-arte, documental-ficción. Podemos pensar que cualquier película tiene un valor documental, incluso las películas de ficción, o que ningún documental refleja realmente la realidad, pues puede pensarse que no documenta nada salvo una creación particular del autor, y por tanto todo es ficción. En un primer momento puede defenderse que la diferencia estriba en que en la ficción las imágenes son creadas para la cámara mientras que en el documental se registran imágenes que suceden independientemente de la cámara. Esta presunta objetividad para el documental no se sostiene, pues todo encuadre implica ya una selección y una omisión. Sin olvidar que una cosa es la grabación de un acontecimiento y otra el acontecimiento en sí. Igualmente puede construirse una ficción con imágenes reales, y la complicación es todavía mayor si pensamos que a través de una dramatización podemos construir un documental. La objetividad de un documental es siempre cuestionable. La narración fílmica crea una linealidad propia que no se da en la realidad. Al sacar los hechos de su contexto y ser presentados fílmicamente, su misma naturaleza puede variar: así por ejemplo, escenas dramáticas pueden resultar cómicas. Además, el público tiene sus propios códigos y lo que en un lugar puede significar una cosa, la audiencia puede entenderlo de forma bien diferente en su propio contexto. 
Los análisis semióticos han hecho particular hincapié en que la solución no hay que buscarla en la naturaleza de las imágenes. Para el espectador puede resultar imposible saber si los personajes de la pantalla son reales o son actores. Desde la Semiótica se defiende que son dos tipos diferentes de discurso. Esta aportación ha sido muy importante para aproximarse a una definición, pero los intentos por definir cómo serían ambas gramáticas no han sido satisfactorios, pues hay que tener en cuenta no sólo la retórica operante, sino también cómo se presenta el film y cuál es la disposición del espectador. Jean Marie Schaeffer aborda la cuestión intentando definir qué es la ficción como fingimiento lúdico compartido. Schaeffer afirma que 

la función del fingimiento lúdico es crear un universo imaginario y empujar al receptor a sumergirse en ese universo, no inducirle a creer que ese universo imaginario es un universo real.

El caso segundo sería el del documental. Grau Rebollo defiende que hay que superar estas dicotomías, ya que no se sostienen: son particiones que están interconectadas, hasta el punto de que difícilmente podemos concebirlas de forma absolutamente independiente.

## Metodología
La metodología más fructífera en Antropología audiovisual encamina sus reflexiones en la misma línea que para cualquier estudio etnográfico. La observación directa es una premisa necesaria, pero no suficiente. Ha de haber una depuración de hipótesis previa a ese trabajo de campo, pues la Antropología audiovisual no se limita a grabar con una cámara. Asimismo se hace necesario disponer del tiempo necesario para que la participación con la comunidad nativa sea efectiva. Antes, durante y tras el trabajo de campo se procede a la planificación y a la filmación, buscando hallar el equilibrio entre rodar cosas y hechos concretos, a riesgo de grabar sólo lo que nos resulta interesante, e intentar grabarlo todo, a riesgo de perderse en la infinidad y la dispersión. Para rehuir los sesgos inevitables de nuestro punto de vista es necesario dar voz a los nativos y es imprescindible suscitar su participación. Hay que evitar la exotización del otro como resultado de la misma elección de los temas, eludiendo su mitificación. Grau Rebollo destaca tres aspectos que según Margaret Mead deben cuidarse con esmero: 
1. la pérdida de información por la torpeza al registrar las pautas culturales
2. la disociación entre el etnógrafo y el cineasta
3. evitar la relación de superioridad frente a los filmados.

Es fundamental documentar las categorías de los nativos desde sus mismas concepciones para evitar que el trabajo sea una mera prolongación de preconcepciones. Tras obtener el material se contrasta con las hipótesis de las que se partió. Todas estas dificultades no deben llevar a despreciar lo audiovisual, pero como señala Grau Rebollo lo que sí nos obligan es a un mayor compromiso con nuestros mecanismos de depuración y control de posibles sesgos.